# Charles Dalmas
 (novembre 2021).
Si vous disposez d'ouvrages ou d'articles de référence ou si vous connaissez des sites web de qualité traitant du thème abordé ici, merci de compléter l'article en donnant les références utiles à sa vérifiabilité et en les liant à la section « Notes et références ».
Pour les articles homonymes, voir Dalmas.
Charles Dalmas est un architecte français, né à Nice le 11 mars 1863 et mort à Nice le 18 octobre 1938.

## Biographie

### Formation
Charles Dalmas est né à Nice dans une famille de six enfants, dont le père, François Dalmas est cordonnier. Il commence à suivre les cours de Lucien Barbet à l'École des Arts Décoratifs de Nice. Il monte ensuite à Paris pour suivre les cours de l'École des Beaux-Arts où il suit les cours de Victor Laloux. Il obtient un prix au concours Rougevin, en 1893. Ayant obtenu son diplôme d'architecte, il revient à Nice en 1897. Dès ses années de formation, ses dessins montrent les tendances de son art qu'il a développé dans ses constructions niçoises et cannoises.
Il a été professeur à l'École des Arts Décoratifs de Nice et reconstruit les bâtiments de l'école de la rue Tonduti de l'Escarène, en 1904.

### Architecte
À l'inverse de l'architecte Sébastien-Marcel Biasini (1841-1913} qui a développé une architecture éclectique, Charles Dalmas a participé au développement des palaces sur la Côte d’Azur. L'arrivée du chemin de fer à Nice a facilité l'accès à la Riviéra pour une riche clientèle étrangère. Après 1880, La France accueille de nouveau l'Europe. Le style Louis XVI revient à la mode avec des édifices aux façades inspirées par Gabriel.
Charles Dalmas a pu développer son style avec un vocabulaire plus strict et plus raffiné apprécié par la riche clientèle étrangère. Dans ses palaces, il a prévu de grandes ouvertures en rez-de-chaussée, côté sud, permettant de voir la mer, de profiter de la vue et du soleil de la Côte d'Azur. Il a marié le goût néoclassique international de cette époque avec les nécessités de la vie mondaine niçoise.
À partir des années 1920, il a travaillé avec son fils, Marcel Dalmas (1892 — 1950).

## Principales constructions

### À Cimiez
- Palais Winter ou Winter Palace, 84 boulevard de Cimiez, en 1900,
- Hôtel Hermitage, avenue Bieckert, en 1906,
- Villa Argentine, boulevard de Cimiez, à l'angle de l'avenue Bieckert, en 1907
- Grand-Palais, 2bis boulevard de Cimiez, en 1911
- Carlton-Carabacel, avenue Bieckert, en 1912
- Lotissement de villas sur le boulevard Edouard VII, en 1923

### Hôtels de voyageurs
- Hôtel Royal, promenade des Anglais, en 1905,
- Hôtel Scribe, rue Paganini, en 1906
- Hôtel Royat Palace, à Royat-les-Bains (63), en 1910[1]
- Hôtel Ruhl, promenade des Anglais, en 1912
- Hôtel Carlton, La Croisette, Cannes, en 1912
- Hôtel Splendid, boulevard Victor-Hugo, en 1912
- Palace-Hôtel, rue A. Karr, en 1913
- Hôtel Atlantic, 12 boulevard Victor Hugo, en 1913
- Hôtel O'Connor, avenue Joffre, en 1923
- Hôtel Miramar, La Croisette, à Cannes, en 1928
- Palais de la Méditerranée, promenade des Anglais, en 1929

### Immeubles
- École des Arts Décoratifs, rue Tonduti de l'Escarène, en 1904
- Palais Donadei I, boulevard Victor Hugo, en 1904
- Palais Marie-Lévy, angle des rues Blacas et Pastorelli, en 1905
- Palais Donadei II, place De Gaulle, vers 1906
- Quatre immeubles sur le côté nord du boulevard Raimbaldi, en 1907
- Immeuble Piano, rue Massingy, en 1909
- Immeuble Cauvin, avenue Borriglione, en 1909
- Manoir Belgrano, boulevard Edouard VII, en 1911
- Immeuble de la Tour, rue Guiglia, en 1912
- Immeuble Gassin, rue Joffre, en 1912
- Immeuble Bermond de Clinchan, angle de la rue de France avec la rue Rivoli, en 1912
- Palais Trianon, avenue Depoilly, en 1912
- Immeuble Fomitcheff, place Franklin, en 1913
- Palais Bouteilly, 18 rue Berlioz, en 1913
- Villa de la Société du littoral, 41 rue de France, en 1914
- Immeuble Véran, boulevard Carabacel, en 1922
- Immeuble Nahapiet, 63 promenade des Anglais, en 1923

### Modifications des façades
- Hôtel Plaza et de France, avenue de Verdun, vers 1900
- Cercle de la Méditerranée, promenade des Anglais, en 1917
- Grand-Hôtel, avenue Félix Faure, en 1919
- Société Marseillaise, boulevard Dubouchage, en 1920
- Banque Nationale de Paris, boulevard Victor Hugo, en 1921
- Banque Commerciale Italienne, boulevard Risso, en 1921

### Biographie
- Michel Stève, À propos de l'architecte Charles Dalmas, p. 102-109, Nice-Historique, année 1989, no 215 Texte